# Anendacusta mjobergi
Anendacusta mjobergi är en insektsart som först beskrevs av Lucien Chopard 1925.  Anendacusta mjobergi ingår i släktet Anendacusta och familjen syrsor. Inga underarter finns listade i Catalogue of Life.